# Le Fenouiller
Le Fenouiller [lə fənuje] est une commune du Centre-Ouest de la France, située dans le département de la Vendée en région Pays de la Loire.

## Géographie
Le territoire municipal du Fenouiller s'étend sur 1 783 ha (17,83 km2). L'altitude moyenne de la commune est de 15 mètres, avec des niveaux fluctuant entre 0 et 32 mètres,.
La commune du Fenouiller est voisine de celle de Saint-Gilles-Croix-de-Vie.
Elle apparaît comme un trait d'union entre le bocage et le marais. Le petit fleuve de la Vie, qui se sépare au nord de Notre-Dame-de-Riez et qui serpente lentement vers Saint-Gilles-Croix-de-Vie entre des rives vaseuses. La Vie élargit ou rétrécit le marais du Fenouiller sur sa rive gauche, suivant les caprices de ses méandres. C'est la Vie qui marque la limite de la commune avec celles de Notre-Dame-de-Riez, Saint-Hilaire-de-Riez et Commequiers.
Le Fenouiller, c'est aussi un paysage de bocage, avec ses fermes éparpillées. Les plus proches de la Vie sont sans doute les plus fertiles. Plus au large, les noms des villages rappellent que le sol chargé d'une poussière olienne était favorable aux landes à végétation spontanée et aux grandes sapinières dont il ne reste aujourd'hui que des lambeaux.
Le Fenouiller, c'est encore une route départementale de cinq kilomètres qui traverse le bourg et la commune d'est en ouest. Particularité du bourg et de certaines maisons anciennes : les murettes et autres décors sont réalisés en schiste vert, variété de roche rare. Celle-ci était exploitée sur place : la rue des Carrières mène aux anciens sites d'extractions à ciel ouvert, aujourd'hui mis en eau.
À noter : un quartier résidentiel important en bordure de Saint-Gilles-Croix-de-Vie, en bordure de la RD 754, formant les agglomérations du Val-de-Vie et de la Chabossonière.
Les communes limitrophes sont Commequiers, Givrand, Notre-Dame-de-Riez, Saint-Gilles-Croix-de-Vie, Saint-Hilaire-de-Riez, Saint-Maixent-sur-Vie et Saint-Révérend.

### Climat
Pour des articles plus généraux, voir Climat des Pays de la Loire et Climat de la Vendée.
En 2010, le climat de la commune est de type climat océanique franc, selon une étude du CNRS s'appuyant sur une série de données couvrant la période 1971-2000. En 2020, Météo-France publie une typologie des climats de la France métropolitaine dans laquelle la commune est exposée à un climat océanique et est dans la région climatique  Bretagne orientale et méridionale, Pays nantais, Vendée, caractérisée par une faible pluviométrie en été et une bonne insolation. 
Pour la période 1971-2000, la température annuelle moyenne est de 12,6 °C, avec une amplitude thermique annuelle de 13 °C. Le cumul annuel moyen de précipitations est de 780 mm, avec 12,3 jours de précipitations en janvier et 6,1 jours en juillet. Pour la période 1991-2020, la température moyenne annuelle observée sur la station météorologique de Météo-France la plus proche, sur la commune du Perrier à 13 km à vol d'oiseau, est de 12,8 °C et le cumul annuel moyen de précipitations est de 762,1 mm,. Pour l'avenir, les paramètres climatiques de la commune estimés pour 2050 selon différents scénarios d'émission de gaz à effet de serre sont consultables sur un site dédié publié par Météo-France en novembre 2022.

## Urbanisme

### Typologie
Au 1er janvier 2024, Le Fenouiller est catégorisée petite ville, selon la nouvelle grille communale de densité à sept niveaux définie par l'Insee en 2022.
Elle appartient à l'unité urbaine de Saint-Hilaire-de-Riez, une agglomération intra-départementale regroupant sept  communes, dont elle est une commune de la banlieue,,. Par ailleurs la commune fait partie de l'aire d'attraction de Saint-Hilaire-de-Riez, dont elle est une commune du pôle principal,. Cette aire, qui regroupe 13 communes, est catégorisée dans les aires de moins de 50 000 habitants,.
La commune, bordée par l'océan Atlantique, est également une commune littorale au sens de la loi du 3 janvier 1986, dite loi littoral. Des dispositions spécifiques d’urbanisme s’y appliquent dès lors afin de préserver les espaces naturels, les sites, les paysages et l’équilibre écologique du littoral, tel le principe d'inconstructibilité, en dehors des espaces urbanisés, sur la bande littorale des 100 mètres, ou plus si le plan local d’urbanisme le prévoit.

### Occupation des sols
L'occupation des sols de la commune, telle qu'elle ressort de la base de données européenne d’occupation biophysique des sols Corine Land Cover (CLC), est marquée par l'importance des territoires agricoles (75,2 % en 2018), en diminution par rapport à 1990 (83,7 %). La répartition détaillée en 2018 est la suivante : 
terres arables (40,6 %), zones agricoles hétérogènes (26,9 %), zones urbanisées (20,7 %), prairies (7,7 %), zones humides côtières (3,3 %), eaux maritimes (0,7 %), zones industrielles ou commerciales et réseaux de communication (0,1 %). L'évolution de l’occupation des sols de la commune et de ses infrastructures peut être observée sur les différentes représentations cartographiques du territoire : la carte de Cassini (XVIIIe siècle), la carte d'état-major (1820-1866) et les cartes ou photos aériennes de l'IGN pour la période actuelle (1950 à aujourd'hui).

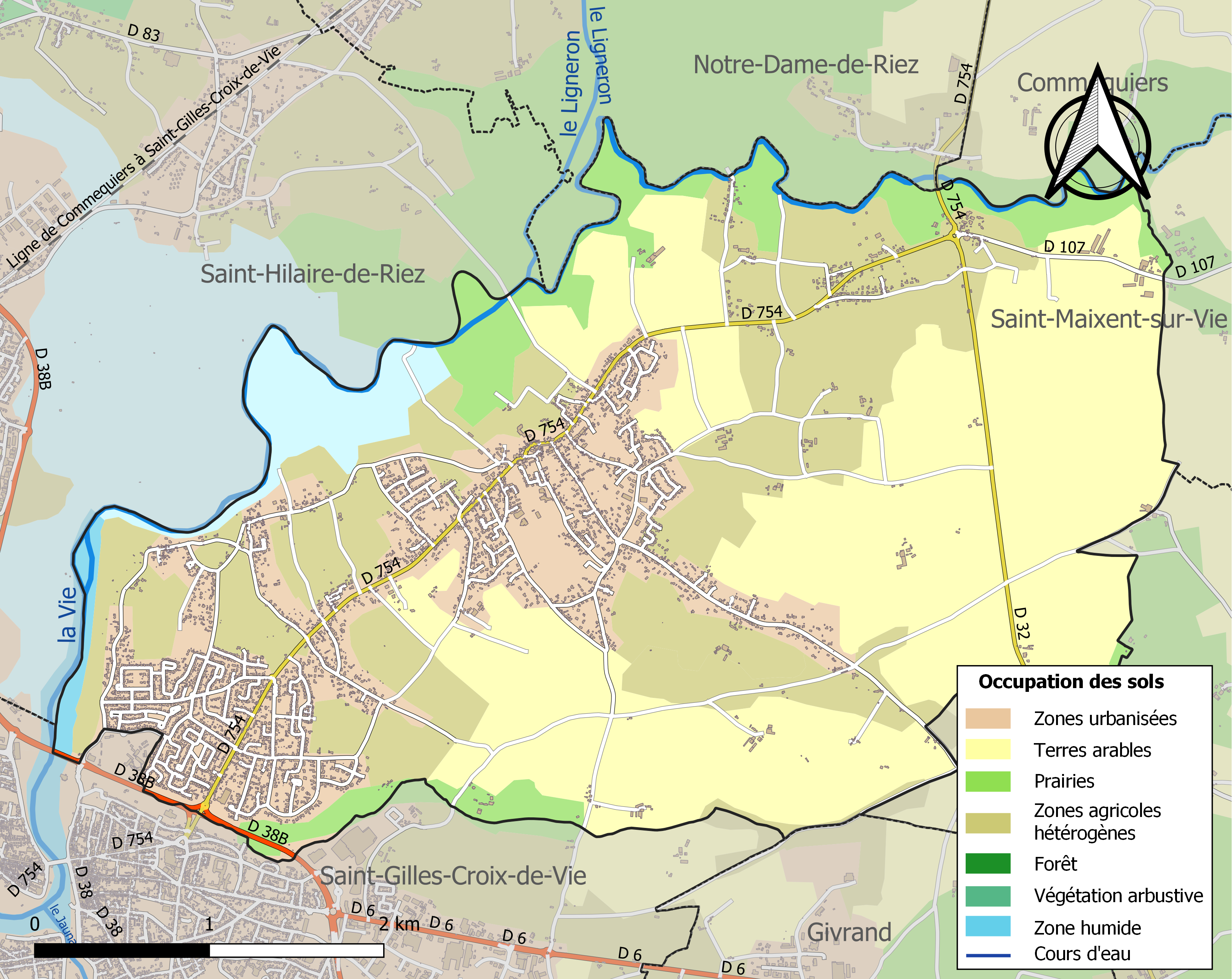
Carte des infrastructures et de l'occupation des sols de la commune en 2018 (CLC).

## Toponymie
Le terme Fanuller trouve son origine dans le latin fenum, désignant le foin, et son diminutif fenuculum, signifiant "petit foin". Cette étymologie est attestée par Jean-Louis Le Quellec, chercheur au CNRS, dans son Dictionnaire des noms de lieux de Vendée, publié en 2006 par les éditions Geste. Cette interprétation linguistique s'inscrit dans une approche classique de l'évolution lexicale, où les racines latines s'adaptent progressivement aux besoins et aux particularités phonétiques des langues vernaculaires. Néanmoins, certains auteurs offrent une lecture alternative. Ils associent Fanuller à fenoillère, un terme désignant un lieu où pousse le fenouil. Cette interprétation se fonde sur l’usage ancien du mot fenoille ou fenoille, employé jusqu’au XVe siècle pour désigner la plante aromatique connue aujourd’hui sous le nom de fenouil. Cette acception figure notamment dans le Dictionnaire de la langue française du Ve au XVe siècle, rédigé par Frédéric Godefroy et publié à Paris en 1938.
L’étymologie, qu’elle repose sur l’idée de foin ou sur celle de fenouil, illustre le rôle déterminant des réalités agricoles et botaniques dans la dénomination des lieux. Ces mots, bien qu’ils soient tombés en désuétude, permettent de comprendre comment les relations entre l’homme et son environnement ont influencé la toponymie. On pourrait ainsi imaginer qu’un toponyme tel que Fanuller ait conservé, dans ses variations, la mémoire de pratiques agricoles ou de caractéristiques naturelles propres à l’époque de sa formation.

## Histoire
Au début du XIXe siècle, après une période où le domicile des maires servait d’assise aux fonctions municipales, la commune du Fenouiller entreprit de se doter d’un édifice spécifique. Ce dernier, soumis aux aléas des charges administratives, à l’essor démographique et à la diversification des services municipaux, subit au fil des décennies plusieurs transformations significatives.
En 1849, alors que la population s’élevait à 780 habitants, la commune inaugura sa première école communale. À cette occasion, la fonction de secrétaire de mairie fut confiée à l’instituteur, et les activités administratives furent réunies en un même lieu, selon une pratique courante dans les contrées rurales de France : une mairie-école. Cette organisation centralisée, bien que pratique, engendra des contrariétés, notamment lors des mariages, qui perturbaient le déroulement des leçons.
En 1862, afin d’atténuer ces désagréments, le conseil municipal résolut l’édification d’une pièce distincte dédiée aux fonctions de mairie. Celle-ci fut érigée en continuité de la maison d’école des garçons, alors située à la Tucasserie. Ce choix visait à concilier les besoins pédagogiques avec les exigences des affaires publiques.
En 1887, la commune fit l’acquisition de l’ancien presbytère, un bien confisqué au clergé sous la Révolution française, occupant l’emplacement de l’actuelle mairie. Ce bâtiment fut destiné à abriter l’école publique des filles, tandis que les services municipaux prirent place dans deux chambres aménagées à cet effet, l’une d’elles s’ouvrant sur la rue principale. Dès lors, la mairie trouva son assise au cœur du bourg, renforçant ainsi son rôle central dans la vie locale.
En 1955, le cortège des noces Barré-Guibert s’épancha hors de la mairie encore enchâssée dans les murs du presbytère d’autrefois. Ce lieu, devenu exigu à mesure que la commune prospérait, marquait la fin d’une époque. En 1958, alors que la population avait atteint mille cent habitants, un nouvel édifice fut érigé à l’emplacement des chambres originelles, consacrant une évolution architecturale et fonctionnelle en adéquation avec les besoins d’une commune en plein essor.

## Intercommunalité
Le Fenouiller est l'une des cinq communes fondatrices de la communauté de communes Côte-de-Lumière, structure intercommunale ayant existé entre le 1er janvier 1997 et le 31 décembre 2009. Depuis le 1er janvier 2010, la commune est membre du Pays de Saint-Gilles-Croix-de-Vie Agglomération.

## Population et société

### Démographie

#### Évolution démographique
L'évolution du nombre d'habitants est connue à travers les recensements de la population effectués dans la commune depuis 1793. Pour les communes de moins de 10 000 habitants, une enquête de recensement portant sur toute la population est réalisée tous les cinq ans, les populations de référence des années intermédiaires étant quant à elles estimées par interpolation ou extrapolation. Pour la commune, le premier recensement exhaustif entrant dans le cadre du nouveau dispositif a été réalisé en 2006.

En 2022, la commune comptait 4 978 habitants, en évolution de +6,64 % par rapport à 2016 (Vendée : +5,33 %, France hors Mayotte : +2,11 %).
| 1793 | 1800 | 1806 | 1821 | 1831 | 1836 | 1841 | 1846 | 1851 |
| ---- | ---- | ---- | ---- | ---- | ---- | ---- | ---- | ---- |
| 564  | 542  | 604  | 702  | 734  | 701  | 724  | 782  | 780  |

| 1856 | 1861 | 1866 | 1872 | 1876 | 1881 | 1886 | 1891 | 1896 |
| ---- | ---- | ---- | ---- | ---- | ---- | ---- | ---- | ---- |
| 775  | 745  | 778  | 786  | 821  | 800  | 832  | 838  | 871  |

| 1901 | 1906 | 1911 | 1921 | 1926 | 1931 | 1936 | 1946 | 1954  |
| ---- | ---- | ---- | ---- | ---- | ---- | ---- | ---- | ----- |
| 939  | 993  | 934  | 867  | 919  | 958  | 967  | 951  | 1 052 |

| 1962  | 1968  | 1975  | 1982  | 1990  | 1999  | 2006  | 2011  | 2016  |
| ----- | ----- | ----- | ----- | ----- | ----- | ----- | ----- | ----- |
| 1 175 | 1 280 | 1 449 | 2 279 | 2 902 | 3 213 | 3 912 | 4 372 | 4 668 |

| 2021  | 2022  | - | - | - | - | - | - | - |
| ----- | ----- | - | - | - | - | - | - | - |
| 4 937 | 4 978 | - | - | - | - | - | - | - |

#### Pyramide des âges
La population de la commune est relativement âgée.
En 2018, le taux de personnes d'un âge inférieur à 30 ans s'élève à 25,6 %, soit en dessous de la moyenne départementale (31,6 %). À l'inverse, le taux de personnes d'âge supérieur à 60 ans est de 37,9 % la même année, alors qu'il est de 31,0 % au niveau départemental.
En 2018, la commune comptait 2 304 hommes pour 2 492 femmes, soit un taux de 51,96 % de femmes, légèrement supérieur au taux départemental (51,16 %).
Les pyramides des âges de la commune et du département s'établissent comme suit.
| Hommes | Classe d’âge | Femmes |
| ------ | ------------ | ------ |
| 0,8    | 90 ou +      | 1,0    |
| 10,4   | 75-89 ans    | 12,2   |
| 26,7   | 60-74 ans    | 24,8   |
| 20,5   | 45-59 ans    | 22,0   |
| 15,2   | 30-44 ans    | 15,3   |
| 11,5   | 15-29 ans    | 9,7    |
| 14,9   | 0-14 ans     | 15,2   |

| Hommes | Classe d’âge | Femmes |
| ------ | ------------ | ------ |
| 0,8    | 90 ou +      | 2,2    |
| 8,7    | 75-89 ans    | 11,1   |
| 20,3   | 60-74 ans    | 21,3   |
| 20     | 45-59 ans    | 19,4   |
| 17,5   | 30-44 ans    | 16,8   |
| 15     | 15-29 ans    | 13,2   |
| 17,7   | 0-14 ans     | 16,1   |

## Lieux et monuments
Dans le bourg, l'église Saint-Laurent date des XIIIe et XIVe siècles. Son fin clocher d'ardoises en « bec d'hirondelle » est typiquement local. La petite porte latérale montre encore des traces d'effraction, souvenir des troubles des Inventaires des biens de l'Église en 1906.
Partant du bourg, la route qui longe la vallée de la Vie traverse des hameaux au caractère pittoresque (le Plessis, Romainguy, ...) et présente de nombreux points de vue sur les marais.
Le Pas Opton est un ancien gué sur la Vie, la légende voudrait que le nom de ce lieu vient de Napoléon qui en passant ici ordonna à son cheval (Opton) de circuler au pas. En réalité, Pas Opton est une déformation de « Pas aux petons », une indication portée sur les cartes et écrits anciens signifiant que le gué était traversé à pied, selon le niveau d'eau. Des vestiges d'un port furent mis au jour en 1987 : seul port de la région indiqué sur les cartes de XVIe siècle, des navires y déchargeaient du sel et du blé, mais ceci n'est bien sûr, qu'une légende : Napoléon n'est jamais passé par là. À proximité, l'auberge du Pouc'ton fait revivre dans une grange typique les traditions locales comme les noces maraîchines.
Sur la Vie un barrage (le barrage des Vallées) fait désormais obstacle à l'océan, qui transformait autrefois le marais en un vaste lac salé jusqu'aux abords d'Apremont. Tout proche, une aire de pique-nique a été aménagée.